# Пілар Васкес
Пілар Васкес (ісп. Pilar Vásquez; нар. 15 травня 1963) — колишня перуанська тенісистка.
Найвищу одиночну позицію світового рейтингу — 66 місце досягла 30 квітня 1984, парну — 140 місце — 25 червня 1990 року.
Найвищим досягненням на турнірах Великого шолома було 4 коло в одиночному розряді.

## Фінали Туру WTA

### Одиночний розряд (0-1)
| Результат | Дата          | Турнір                     | Рівень  | Покриття | Суперниця   | Рахунок       |
| --------- | ------------- | -------------------------- | ------- | -------- | ----------- | ------------- |
| Поразка   | Жовтень, 1982 | Japan Open (теніс), Японія | $50,000 | Тверде   | Лаура Аррая | 6–3, 4–6, 0–6 |